# Zouhair Chaouch
Zouhair Chaouch (en arabe : زهير الشاوش), né le 14 janvier 1989 à Oujda (Maroc), est un footballeur marocain évoluant au poste de milieu de terrain au Hassania d'Agadir.

## Biographie

### En club
Zouhair Chaouch intègre jeune le centre de formation de sa ville l'USM Oujda. Il fait ses débuts professionnels en 2012 en D2 marocaine.
Le 1 juillet 2016, Zouhair Chaouch signe un contrat de deux ans au Raja de Beni Mellal en D2 marocaine.
Le 1 juin 2018, Zouhair Chaouch rejoint le Hassania d'Agadir et débute en Botola Pro. Lors de la saison 2018-2019, il joue 21 matchs et marque un but en championnat. Il termine la saison à la troisième place du championnat derrière le Wydad Athletic Club et le Raja Club Athletic.
Le 11 août 2020, il écope d'une suspension infligée par la fédération royale marocaine de football à cause de son manque de discipline lors d'un match face au Renaissance Zemamra.
Le 19 octobre 2020, il est éliminé de la Coupe des confédérations après avoir atteint les demi-finales contre le Renaissance sportive de Berkane (défaite, 2-1).

## Palmarès
HUS Agadir
- Coupe du Maroc :
  - Finaliste : 2019.